# 1831
1831 (MDCCCXXXI) fue un año común comenzado en sábado según el calendario gregoriano.

## Acontecimientos

### Enero
- 3 de enero: en Sevilla (España) se inaugura la Escuela de Tauromaquia.
- 4 de enero: las tropas francesas ocupan la ciudad de Orán y se extienden posteriormente por toda Argelia.

### Febrero

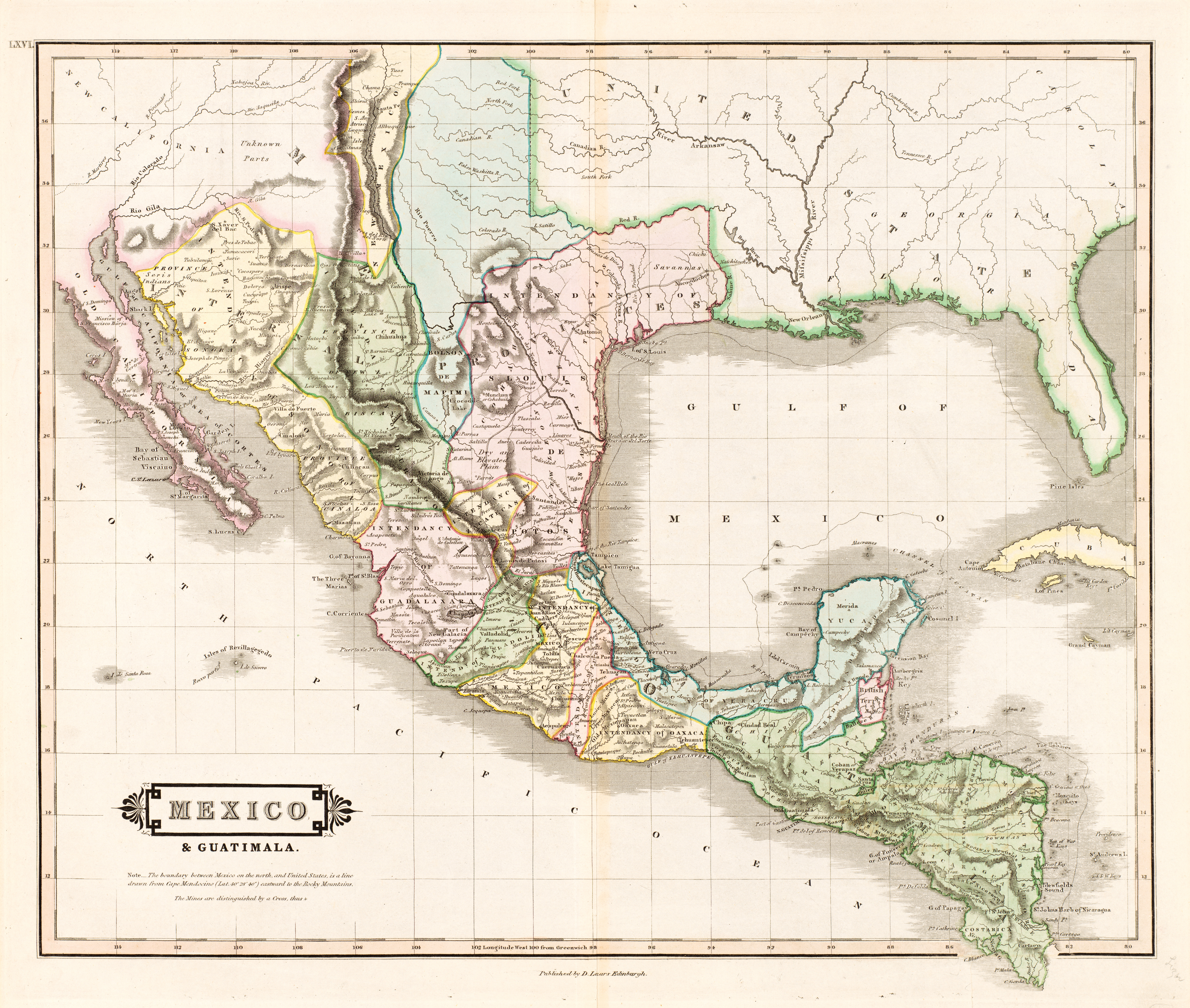
Mapa de México en 1831

- 2 de febrero: en Roma, el cardenal Cappellari es elegido papa con el nombre de Gregorio XVI.
- 14 de febrero: en Oaxaca (México) el gobierno hace fusilar al expresidente Vicente Guerrero.[1]
- 17 de febrero: en Bruselas se aprueba la primera Constitución de Bélgica como país independiente.

### Marzo
- 13 de marzo: Noche de las Botellas, trifulca entre brasileños y portugueses en Río de Janeiro que agravaría las tensiones entre ambos grupos. Fue uno de los principales acontecimientos del período inmediatamente anterior a la abdicación de Pedro I el 7 de abril de 1831.
- 14 de marzo: Tomás Escalante toma posesión como gobernador de Sonora.
- 28 de marzo: en el Rodeo de Chacón, a 80 km al sureste de la ciudad de Mendoza (Argentina), el caudillo federal Facundo Quiroga vence a los unitarios de Buenos Aires en la batalla de Rodeo de Chacón y toma el control de las provincias de Cuyo.

### Abril
- 7 de abril: Pedro II es coronado emperador del Brasil.
- 11 de abril: en el arroyo Salsipuedes (Uruguay) el general Fructuoso Rivera (1784-1854) agasaja a sus aliados charrúas artiguistas con una comida campestre. Su sobrino Bernabé Rivera (1795-1832) los rodea con 1200 soldados y matan a varias decenas (Traición del Salsipuedes). Varios centenares de prisioneros son vendidos como esclavos.
- 12 de abril y días siguientes: Bernabé Rivera sigue persiguiendo y matando a los charrúas: «[Ese es] el gran interés que tomo en la conclusión de los infieles». Será asesinado al año siguiente.
- 21 de abril: en Chile se funda la aldea de Ovalle, en honor al presidente José Tomás Ovalle (1787-1831), fallecido el 21 de marzo.

### Mayo
- 10 de mayo: en la Argentina, el general unitario José María Paz es tomado prisionero; la guerra civil se vuelca a favor de los federales.

### Julio
- 21 de julio: en Bruselas (Bélgica), Leopoldo I es oficialmente coronado rey de los belgas.

### Agosto
- 2 de agosto: los neerlandeses invaden Bélgica pero son repelidos con el apoyo de las tropas francesas.
- 17 de agosto: en Mataojo, cerca de la desembocadura del río Arapey, el militar uruguayo Bernabé Rivera (1795-1832) con unos 1200 soldados blancos ataca por sorpresa a varias familias charrúas artiguistas, y mata a unas 15 personas. Los sobrevivientes son vendidos como esclavos en Montevideo.
- 21 de agosto: en Virginia (Estados Unidos), Nat Turner encabeza una rebelión en contra de los blancos.

### Septiembre
- 10 de septiembre: en España se decreta la ley de creación de la Bolsa de Madrid.

### Noviembre
- 4 de noviembre: en las afueras de Tucumán (Argentina), el caudillo federal Facundo Quiroga aplasta a las fuerzas unitarias de Gregorio Aráoz de Lamadrid en la batalla de La Ciudadela. Finaliza la segunda guerra civil argentina, iniciada tres años antes.

## Arte y literatura
- En Francia, Honoré de Balzac escribe La piel de zapa.

## Música
- 6 de marzo: en el Teatro Carcano de Milán (Italia) se estrena la ópera La sonámbula, de Vincenzo Bellini.
- 26 de diciembre: en la Teatro de La Scala de Milán (Italia) se estrena la ópera Norma, de Vincenzo Bellini.
- Frédéric Chopin escribe el Estudio en do menor, opus 10 n.º 12, «Revolucionario».

## Ciencia y tecnología
- Michael Faraday: inducción electromagnética.
- 21 de junio: Cyrus McCormick inventa la segadora (cosechadora).

## Nacimientos

### Enero
- 26 de enero: Heinrich Anton de Bary, botánico alemán (f. 1888).

### Febrero
- 25 de febrero: Dióscoro Puebla, pintor español (f. 1901).

### Marzo
- 15 de marzo: Daniel Comboni, misionero italiano (f. 1881).
- 20 de marzo: Isabel Burton, escritora y traductora británica (f. 1896).
- 24 de marzo: Faustino Míguez, sacerdote católico español (f. 1925).

### Mayo
- 16 de mayo: David Edward Hughes, físico estadounidense de origen británico (f. 1900).

### Junio
- 4 de junio: José Ruperto Monagas, político y militar venezolano, presidente provisional de Venezuela entre 1869 y 1870 (f. 1880).
- 13 de junio: James Clerk Maxwell matemático y físico escocés, creador de la teoría clásica de la radiación electromagnética (f. 1878).

### Julio
- 30 de julio: Helena Blavatsky, escritora ocultista ucraniana (f. 1891).

### Agosto
- 25 de agosto: Benjamín Vicuña Mackenna, político e historiador chileno (f. 1886).

### Septiembre
- 5 de septiembre: Victorien Sardou, dramaturgo francés (f. 1908).
- 14 de septiembre: Benjamín Victorica, abogado y militar argentino (f. 1913).

### Octubre
- 15 de octubre: Rafael Platón Sánchez, militar mexicano (f. 1867).

### Noviembre
- 19 de noviembre:
  - James A. Garfield, político estadounidense y 20° presidente durante 1881 (f. 1881).
  - José Evaristo Uriburu, político argentino y presidente desde 1895 hasta 1898 (f. 1914).

### Diciembre
- 16 de diciembre: Tomás Guardia Gutiérrez, militar y político costarricense, presidente en dos ocasiones (f. 1882).

## Fallecimientos

### Enero
- 6 de enero: Rodolphe Kreutzer, violinista y compositor francés (n. 1766).

### Febrero
- 14 de febrero: Vicente Guerrero, militar mexicano (n. 1782).[1]

### Marzo
- 21 de marzo: José Tomás Ovalle, presidente de Chile entre 1829 y 1831 (n. 1787).

### Abril
- 27 de abril: Carlos Félix de Saboya, Rey de Cerdeña (n. 1765).

### Mayo
- 4 de mayo: Frances Nelson, Esposa de Horatio Nelson. (n. 1758).

### Junio
- 27 de junio: Sophie Germain matemática francesa (n. 1776).

### Julio
- 4 de julio: James Monroe, político estadounidense, 5.º presidente (n. 1758).

### Noviembre
- 11 de noviembre: Nat Turner, dirigente de una sublevación de esclavos (n. 1800).
- 14 de noviembre: Hegel, filósofo alemán (n. 1770).
- 14 de noviembre: Ignace Joseph Pleyel, fabricante de pianos compositor austriaco (n. 1757).
- 16 de noviembre: Carl von Clausewitz, estratega alemán.

### Diciembre
- 11 de diciembre: José María Torrijos, militar español (n. 1791).